# Archidium alternifolium
Archidium alternifolium là một loài rêu trong họ Archidiaceae. Loài này được Dicks. ex Hedw. Mitt. mô tả khoa học đầu tiên năm 1851.